# Союз Асоціацій
Домей Сейша (яп. 同盟政社) або «Союз Асоціацій» — була японською політичною партією що діяла в Японській імперії в кінці 19 століття.
Японська політична партія «Союз Асоціацій» була створена як «Клуб Домей» (яп. 同盟倶楽部) в листопаді 1892 року групою з 24 переважно незалежних депутатів парламенту Японської імперії. Поступово новостворена політична партія зблизилась з «Партія конституційних реформ», а в січні 1894 року «Клуб Домей» було перейменовано на «Домей Сейша» або «Союз Асоціацій», ставши японською політичною асоціацією.
Японська політична партія «Союз Асоціацій» після здобула 24 місць на виборах у березні 1894 року до парламенту Японської імперії вже в травні того ж року об'єдналася з іншою японською політичною партією «Асоціація однодумців», тим самим було утворено нову японську політичну партію «Партія Конституційних Інновацій».

## Результати виборів
| Вибори             | Лідер | Місця в парламенті Японської імперії | Статус           |
| ------------------ | ----- | ------------------------------------ | ---------------- |
| Березень 1894 року |       | 18 / 300                             | Урядова коаліція |